# Deseő Csaba
Deseő Csaba (Budapest, 1939. február 15. –) magyar hegedű- és brácsaművész.

## Életpályája
Édesanyja hegedűtanár volt. Zenetanulmányait 1949-ben kezdte Budapesten, a Széll Kálmán téri Hannig zeneiskolában, majd 1954-től a Budapesti Zenei Gimnáziumban és a Bartók Béla Zeneművészeti Szakiskolában folytatta. Tanárai Répássy Györgyi és Takács Miklósné voltak. 1961-ben szerzett diplomát. 1961-66-ig zeneiskolai tanár, 1967-től 1999-ig a Magyar Állami Hangversenyzenekar brácsa szólamának tagja volt. Ferencsik János, ill. Kobajasi Kenicsiró főzeneigazgatósága idején számtalan koncerten játszott Magyarországon és a világ számos országában, Japántól az Amerikai Egyesült Államokig. Többek között olyan világhírű művészekkel, mint Leonard Bernstein, Lorin Maazel, Riccardo Muti, Christoph von Dohnányi, Lamberto Gardelli, Giuseppe Patanè, Yehudi Menuhin, Doráti Antal, Solti György, David Ojsztrah, Szvjatoszlav Richter.
1965-ken kötött házasságot, felesége Szőnyi Katalin (1940-2011) zongoratanár volt.
Gyermekük, Deseő Balázs 1971-ben született aki foglalkozását tekintve zeneszerző, hangszerelő, billentyűs és hangmérnök.

## Jazz-pályafutása
1963-ban mutatkozott be első együttesével a budapesti Dália klubban. Ezután rendszeresen fellépett koncerteken, valamint a Magyar Rádióban és a Magyar Televízióban. Első külföldi fellépése 1966-ban volt a Bledi Nemzetközi Jazzfesztiválon (Jugoszlávia). Még abban az évben játszott quartetjével a Prágai Nemzetközi Jazzfesztiválon, valamint a gitáros Kovács Andor együttesével a Varsói Jazz Jamboree-n. Első saját nagylemeze 1975-ben jelent meg Nyugat-Németországban „Four String Tschaba” címmel az MPS kiadónál. Partnerei német, angol és svéd muzsikusok voltak, Deseő Csaba hegedűn és mélyhegedűn is játszott.
1975 és 2003 között 4 LP-t, 6 CD-t készített élvonalbeli magyar és külföldi muzsikusokkal. Zenéjét számtalan rádió- és tévé felvétel őrzi bel- és külföldön egyaránt. 1975-től rendszeresen fellépett a híres zágrábi vibrafonossal, Bosko Petroviccsal annak haláláig, 2011-ig. Az 1970-es évektől visszatérő vendégszólista volt Németországban, különböző együttesekkel.
Deseő Csaba 1980-tól változó összeállítású zenekarokat vezetett, partnerei többek között a zongorista Gárdonyi László a vibrafonos Kruza Richárd, a gitáros Kovács Andor és a dobos Kőszegi Imre voltak. 1990 óta mindenek előtt a gitáros Gyárfás István triójával, továbbá György Ákos és Cseke Gábor zongoristákkal, valamint Szaniszló Richárd vibrafonossal lépett fel rendszeresen.
Vendégszólistaként gyakran közreműködött a Benkó Dixieland Band, a Budapest Ragtime Band, a Molnár Dixieland Band, továbbá Szentpéteri Csilla és Illényi Katica koncertjein.
Az elmúlt évtizedekben a nemzetközi jazzvilág olyan híres művészeivel is fellépett, mint Jean-Luc Ponty, John Lewis, Jiggs Whigham, Martin Drew, Dusko Gojkovic, Tony Lakatos, Szabó Gábor és Tommy Vig.
1997-2010-ig A GRAMOFON – Klasszikus és Jazz zenei folyóirat külső munkatársa volt.
2017-ben önéletrajzi könyve jelent meg "Kettősfogás" címmel.
2017-ben a Magyar Televízió "Szerelmes földrajz" sorozatában készült "Kettősfogás" c. epizód főszereplője volt.

## Díjai, elismerései
- Artisjus-díj (2009)
- Szabó Gábor-életműdíj (2012)
- A Magyar Érdemrend lovagkeresztje (2013)
- Louis Armstrong-emlékdíj (2017)

## Kötete
- Kettősfogás; szerk. Márton Attila; Retkes Attila Kulturális Értékteremtő Kft., Budapest, 2017 (Gramofon könyvek)

## Diszkográfia
- FOUR STRING TSCHABA (1975) MPS (NSZK)
- ULTRAVIOLA (1977) Hungaroton
- BLUE STRING (1984) Hungaroton
- HOT CLUB BUDAPEST “Felhök” w. Andor Kovács (1985) Hungaroton
- THE SWINGING VIOLIN w. Bosko Petrovic (1993) Jazzette – Zágráb
- MAGIC VIOLIN (1995) Pannon Jazz
- SOMETHING NEW, SOMETHING OLD (1997) Pannon Jazz
- KEEP COOL (2000) Pannon Jazz
- FUNKY VIOLIN (compilation) (2001) Hungaroton
- TALE w. István Gyárfás Trio (2003) Drum Art Records

## Honlapok
- BMC
- MagyarJazz.hu